# 病床

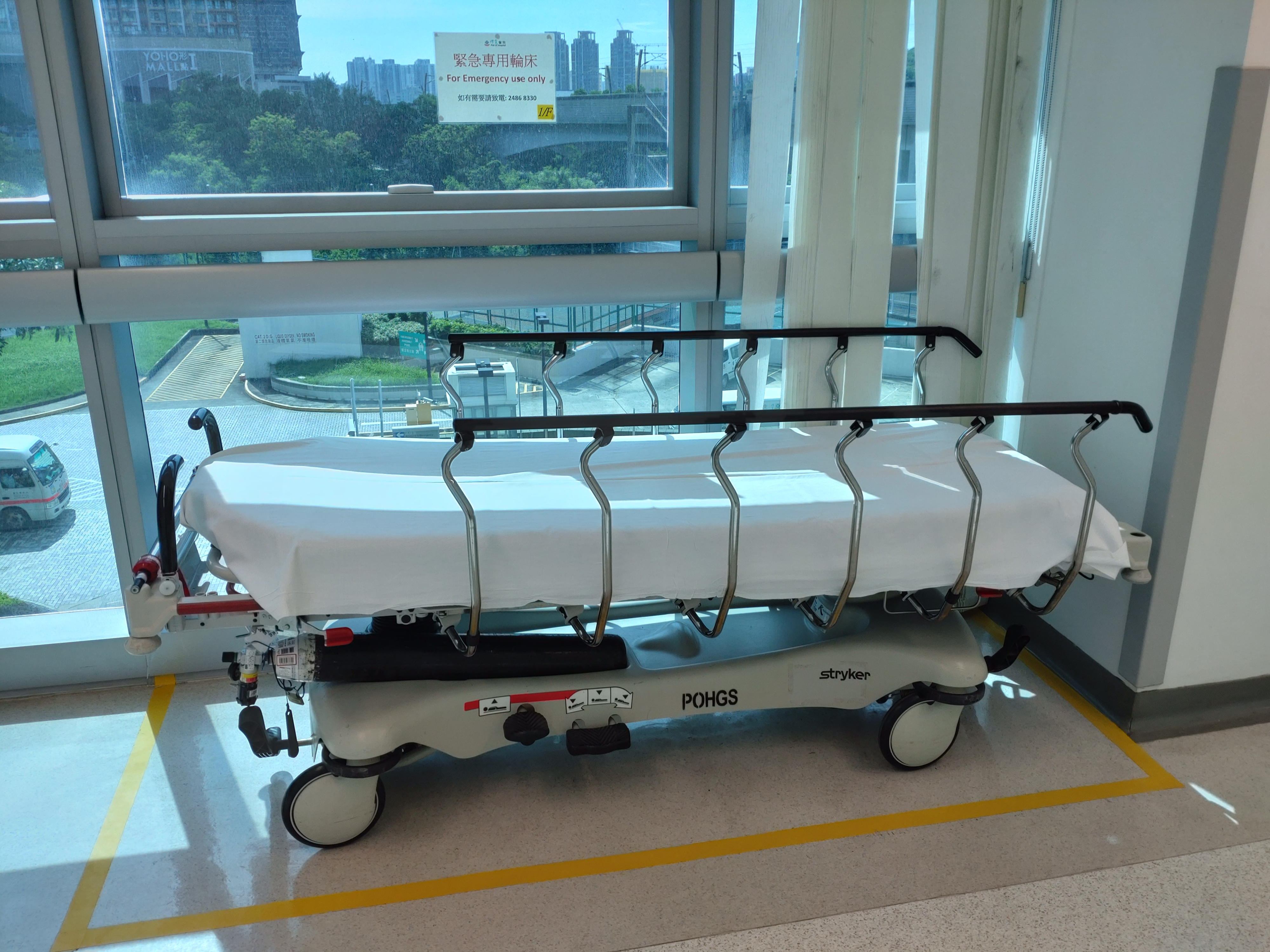
香港公立医院的一個病床

病床是一種专为住院患者或其他需要医疗救助的人设计的床。病床具有特殊功能，既能保证患者的舒适和健康，也能方便医护人员護理病人。有些病床的高度以及侧栏可以調節，並且有些病床上還安裝有輪子以及可以控制床和其他电子设备的电子按钮。1815年至1825年间，英国出现了可调节侧栏的床。 1945年，有人發明了帶有按钮的病床。 